# Nouveau centre-ville de l’est (métro de Foshan)
Nouveau centre-ville de l’est (chinois simplifié : 新城东 ; chinois traditionnel : 新城東 ; pinyin : xīnchéng dōng) est l’un des terminus de la Ligne Guangfo des métros de Foshan et de Canton. La station se situe au district de Shùndé, dans la ville de Foshan, province Guangdong, en Chine. La station porte le nom de l’arrondissement qu’elle dessert : le « nouveau centre-ville de Foshan » (chinois : 佛山新城).

## Situation sur le réseau

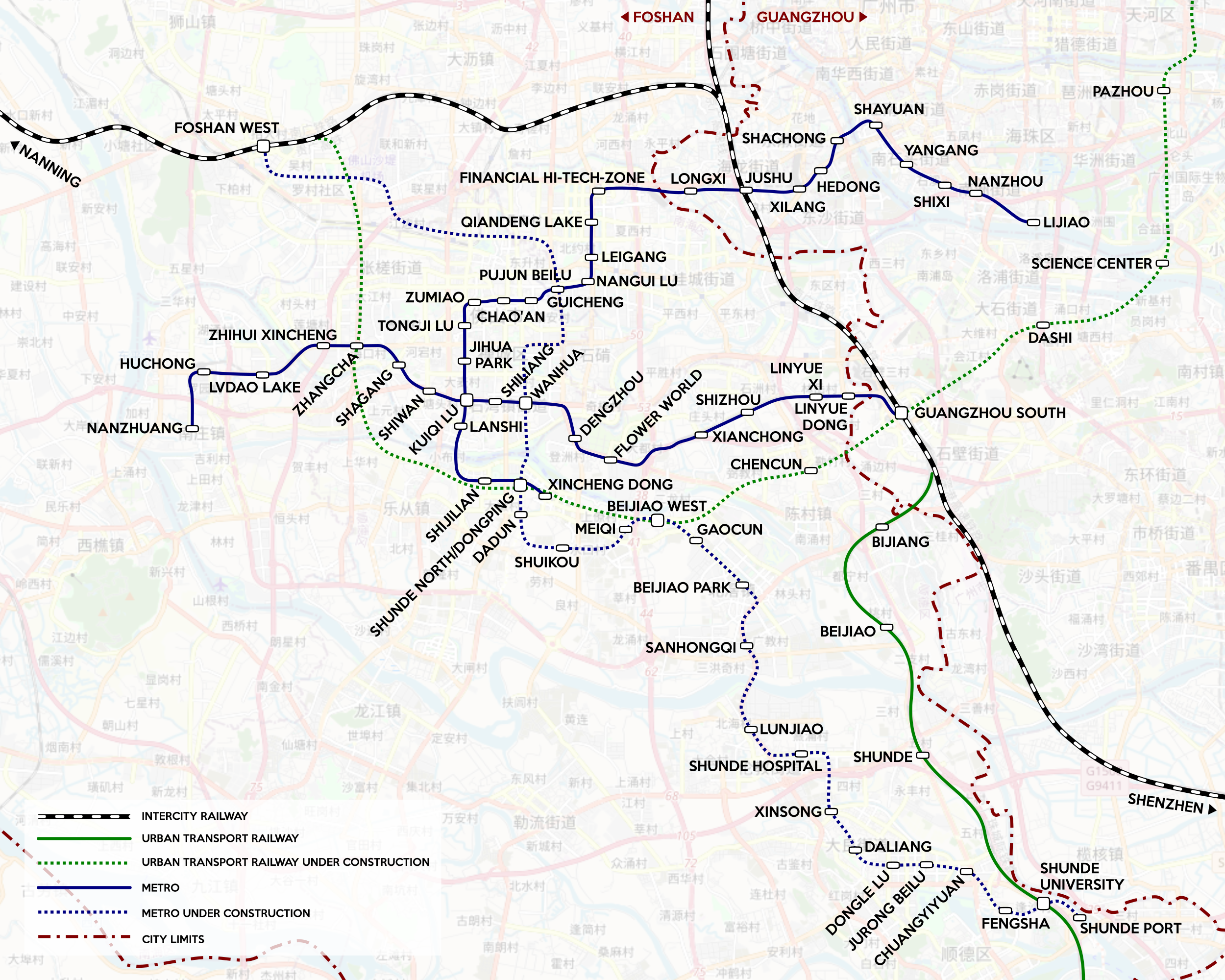
Plan du réseau du métro, en 2022.

Établie en souterrain, cette station est le terminus de la Ligne Guangfo à Foshan.

## Histoire
Pendant la planification, la station fut nommée « Xiaochong » (chinois : 小涌), qui est le nom du village au sud-ouest de la station. Néanmoins, la station fut renommée « Nouveau centre-ville de l’est » à la suggestion de l’administration du nouveau centre-ville.
La station est mise en service le 28 décembre 2018.

## Services aux voyageurs

### Accès et accueil
La station se situe au-dessous de la route Yuhe. Elle dispose de deux bouches, nommées C et D:
|        |                                                  |                                                                           |
| Sortie | Accessibilité                                    | Destinations les plus proches                                             |
| C      | Surface podotactile Escalier mécanique           |                                                                           |
| D      | Surface podotactile Ascenseur Escalier mécanique | Centre international des sports, des cultures et des spectacles de Foshan |

Les bouches
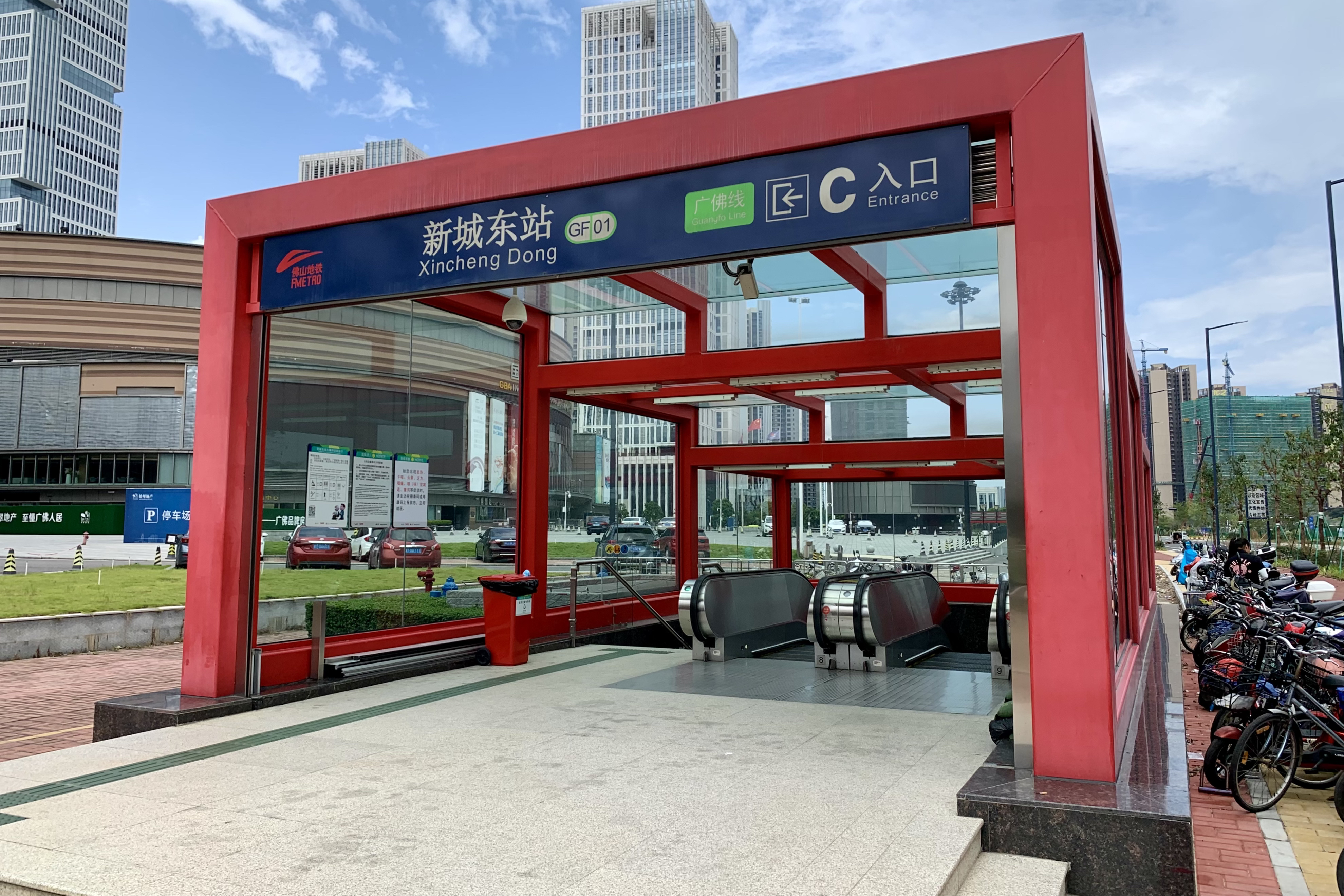
Bouche C
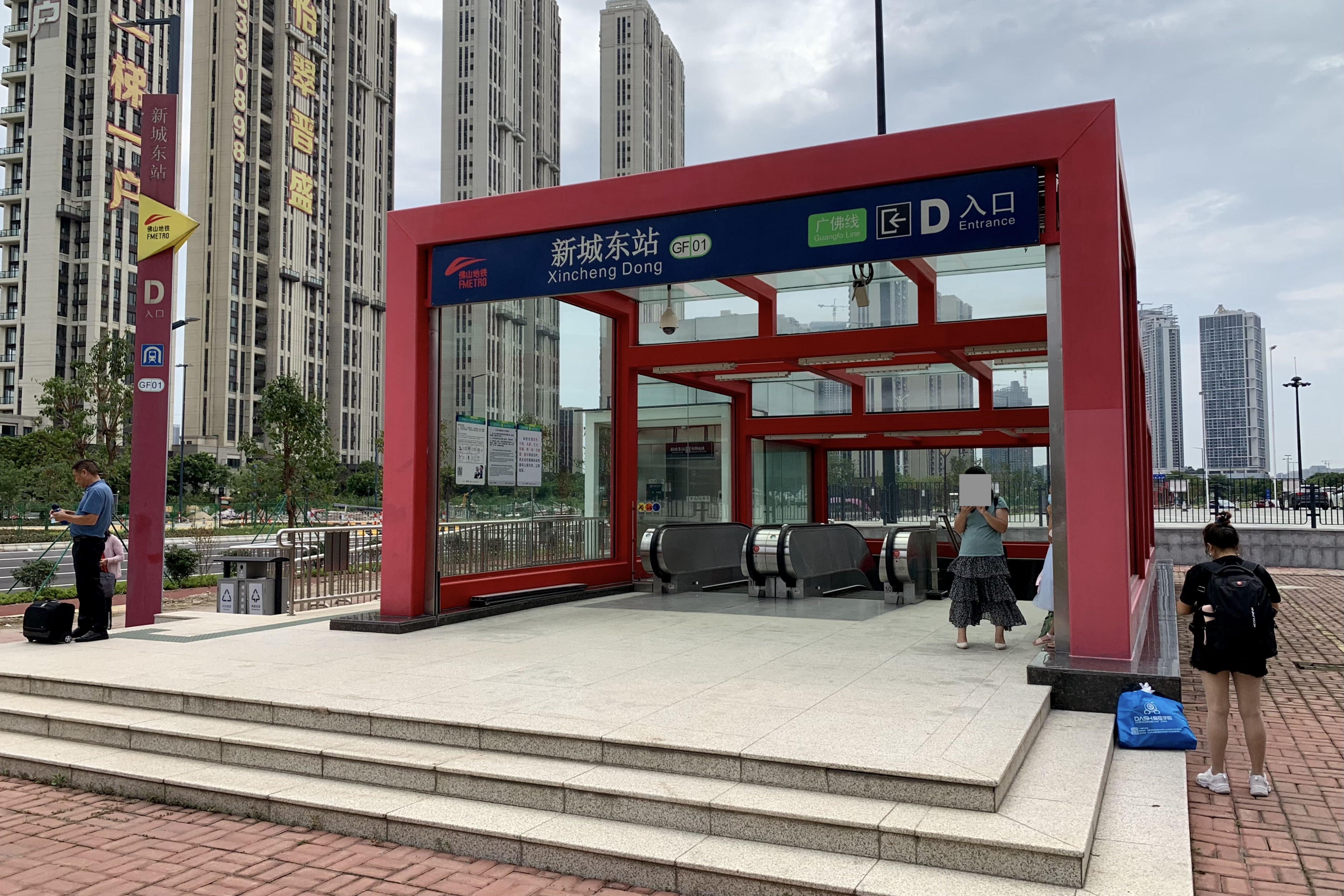
Bouche D

### Desserte
Nouveau centre-ville de l’est est équipée d'un quai central encadré par les deux voies de la ligne. Un côte du quai sert comme le terminus de la ligne, où tous les passagers doivent débarquer. L’autre quai sert comme le début de la ligne, où les passagers embarquent à bord du train.
La station est desservie par les rames qui circulent sur la ligne Guǎngfó.

Les installations
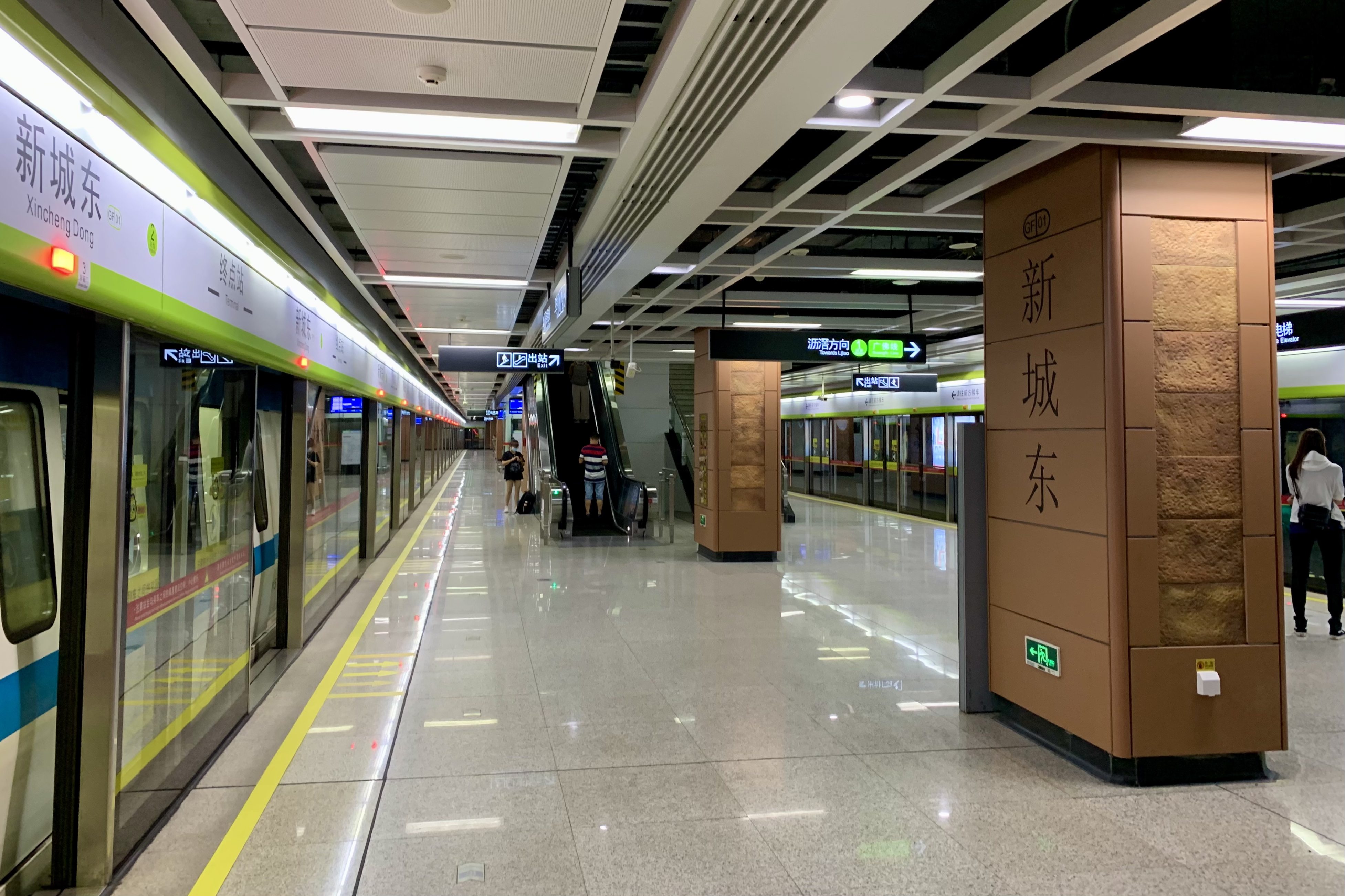
Le côte où tous les passagers doivent débarquer.
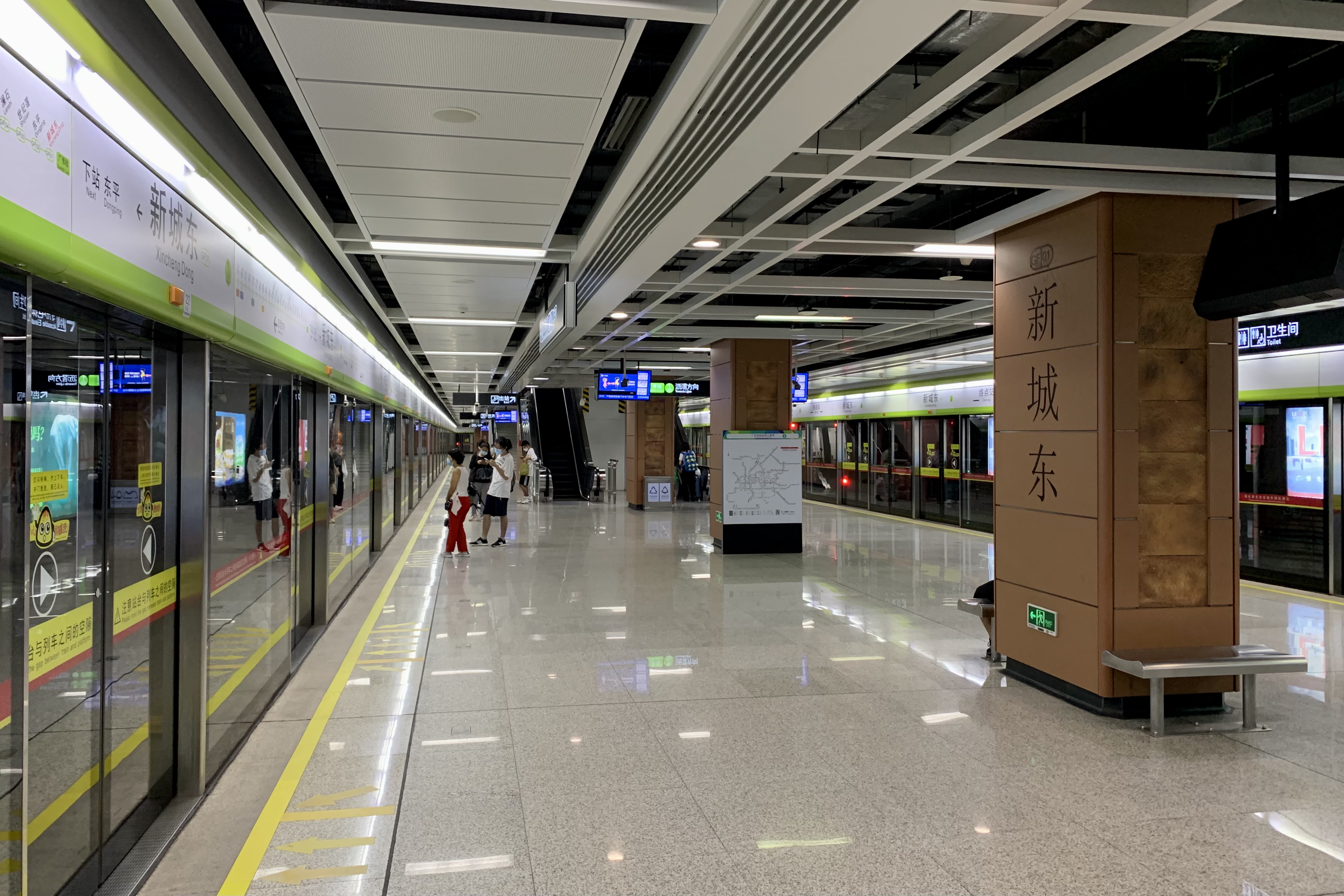
Le côte où les passagers embarquent.

### Intermodalité
Des arrêts de bus sont situés à proximité.